# مارك ليتل
مارك ليتل (بالإنجليزية: Mark Little)‏ (مواليد 20 أغسطس 1988 في ووركيستر - إنجلترا) لاعب كرة قدم إنجليزي يلعب حاليا لصالح نادي الدرجة الممتازة وولفرهامبتون واندررز الإنجليزي منذ 2004 في مركز الظهير .

## روابط خارجية
- مارك ليتل على موقع الاتحاد الأوربي (الإنجليزية)
- مارك ليتل على موقع قاعدة بيانات كرة القدم.إي يو (الإنجليزية)
- مارك ليتل على موقع Soccerbase.com (لاعب) (الإنجليزية)
- مارك ليتل على موقع Soccerway.com (الإنجليزية)
- مارك ليتل على موقع كووورة